# Петергофская колония
Петерго́фская коло́ния, Сергиевка (Петергофская колония) — исторический район в Петродворцовом районе Санкт-Петербурга, между ул. Беловой, прудом Бауш, линией Балтийской ж.д. и парком Сергиевка. Входит в состав муниципального образования «Город Петергоф».

## Транспорт
Расположен к западу от Старого Петергофа, севернее железной дороги Санкт-Петербург — Калище. Ближайшие железнодорожные станции пригородного сообщения — Старый Петергоф и Университет. С запада к Сергиевке (Петергофской колонии) примыкает парк Сергиевка, с севера — парк «Собственная дача». Застройка — частная.